# Renata Alt

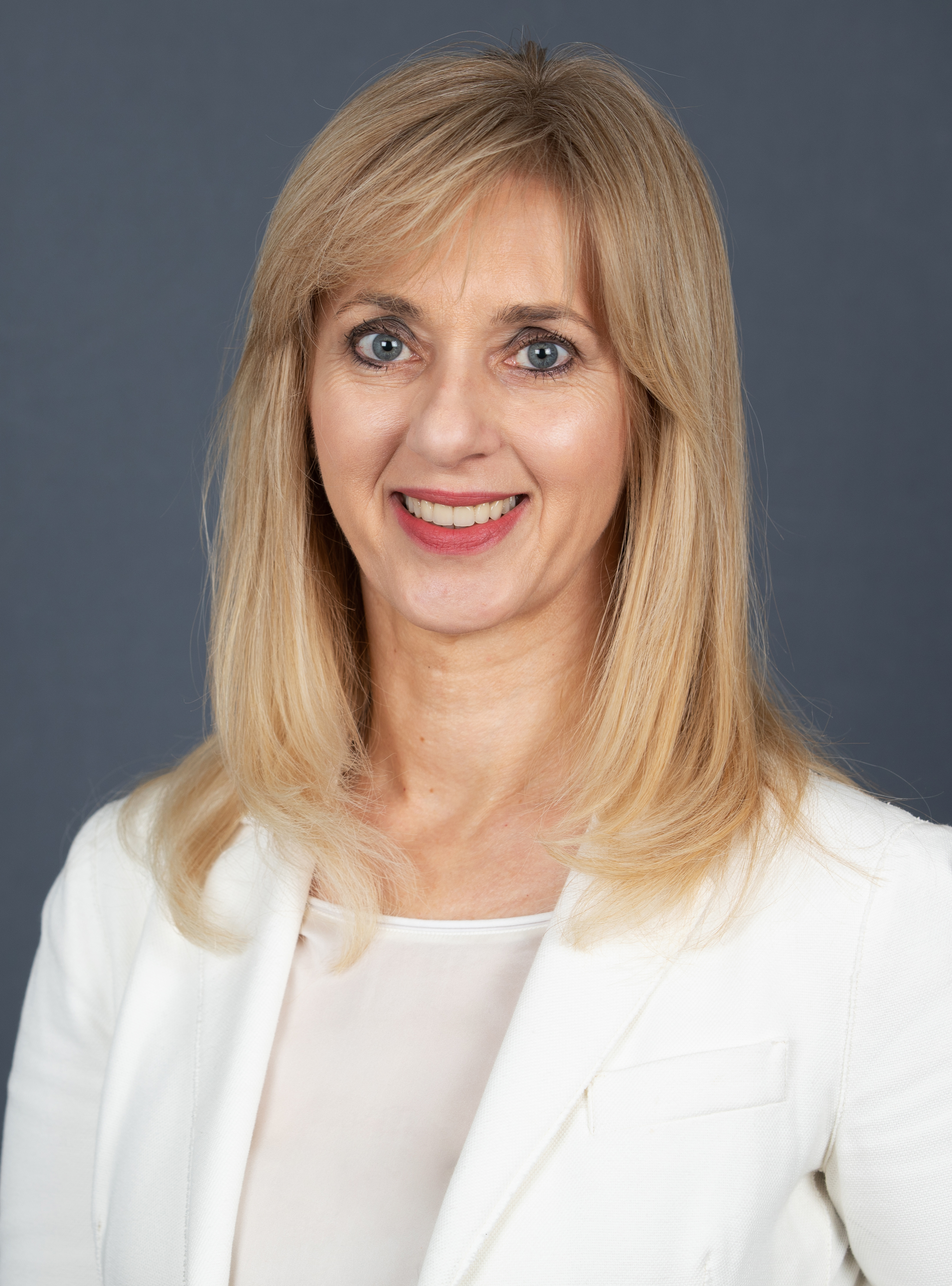
Renata Alt w 2020 r.

Renata Alt (z domu Formánková, ur. 27 sierpnia 1965 w Skalicy) – niemiecka polityczka.
Z wykształcenia jest inżynierem chemikiem: w 1987 r. ukończyła studia na Słowackim Uniwersytecie Technicznym w Bratysławie. Od 2017 roku pełni mandat posła do Bundestagu z ramienia liberalnej partii FDP.
Od 2021 roku Alt pełni funkcję przewodniczącej Komitetu Praw Człowieka i Pomocy Humanitarnej.